# Ляошэньское сражение
Ляошэньская операция (кит. упр. 辽沈战役, пиньинь Líaoshên Zhànyì) или Ляоси-Шэньянская операция — одна из трёх крупнейших (наряду с Хуайхайской и Пинцзиньской) операций во время Гражданской войны в Китае, проводившаяся НОАК 12 сентября — 2 ноября 1948.

## Предыстория
В августе 1948 года Северо-восточная полевая армия НОАК имела в своём составе 2 корпуса, 12 пехотных колонн, 15 отдельных дивизий, 1 артиллерийскую колонну, 1 железнодорожную колонну, 3 кавалерийских дивизии, 1 танковый полк; её общая численность составляла порядка 700 тысяч человек, она контролировала 97 % территории Маньчжурии, на которой проживало 86 % населения. Гоминьдановские войска в регионе насчитывали 4 армии, состоявшие из 14 корпусов и 44 дивизий, плюс местные охранные войска; их общая численность составляла около 550 тысяч человек, они были сосредоточены в трёх городах — Шэньяне, Чанчуне и Цзиньчжоу, их снабжение осуществлялось по воздуху. В связи с тем, что на тот момент Маньчжурия была единственным местом, где коммунистические войска имели перевес над гоминьдановскими, Центральный военный совет ЦК КПК избрал её местом первой решающей схватки.

## Ход сражения

### Планы сторон
Гоминьдановская сторона планировала вывести войска из Чанчуня и Шэньяна, перекрыть Шаньхайгуань, чтобы не дать коммунистическим войскам выйти на Северокитайскую равнину, и когда ситуация стабилизируется — перейти в контрнаступление в Маньчжурии. Соответственно, коммунисты решили окружить города, чтобы не дать гоминьдановским силам возможности сосредоточиться, взять Цзиньчжоу, чтобы блокировать гоминьдановские войска в Маньчжурии.

### Первый этап

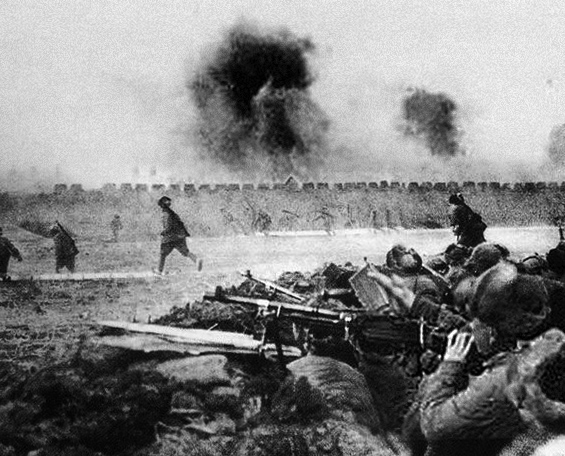
Штурм Цзиньчжоу коммунистами

12 сентября 1948 года Северо-восточная полевая армия НОАК двинулась на юг и, атаковав Бэйнинскую железную дорогу, перерезала её в районе Чанли и Ташаня, тем самым лишив гоминьдановские части на Северо-Востоке возможности получать по ней снабжение. 3 октября командование Северо-восточной полевой армии выделило 250 тысяч человек для окружения и взятия Цзиньчжоу. Чан Кайши приказал войскам в Хулудао (командующий — Хоу Цзинжу) и Шэньяне (командующий — Ляо Яосян) идти на помощь осаждённому городу, однако Хоу Цзинжоу, который опасался попасть в ловушку и которому надоели постоянные вмешательства Чан Кайши, не стал выполнять приказ, а Ляо Яосян замешкался в Шэньяне, не желая покидать укреплённые позиции. Тогда Чан Кайши взял командование на себя, и 17-я армейская группа НРА двинулась от Хулудао к Цзиньчжоу, но была остановлена коммунистами у деревни Ташань. 14 октября Северо-восточная полевая армия начала штурм Цзиньчжоу, и на следующий день город пал; в плен попало около 100 тысяч человек, включая Фань Ханьцзе — заместителя командующего гоминьдановскими войсками в Маньчжурии. Сухопутная дорога из центрального Китая в Маньчжурию оказалась перерезанной.
Тем временем ещё с мая продолжалась блокада Чанчуня. Цзэн Цзэшэн — заместитель командующего обороной Чанчуня и командующий 60-й армией — когда-то служил под началом Лун Юнь, попытавшегося в 1945 году восстать против Чан Кайши, и был недоволен политикой гоминьдановских властей. Воспользовавшись этим, коммунисты предложили ему сменить сторону, что он и сделал, узнав о падении Цзиньчжоу. Не видя смысла в продолжении сопротивления, командующий обороной Чжэн Дунго вместе с остатками обороняющихся — Новой 7-й армией — капитулировал в Чанчуне 21 октября. В результате у коммунистов высвободились участвовавшие в блокаде 10-я колонна и одиннадцать отдельных дивизий, которые получили приказ идти к Шэньяну.

### Второй этап

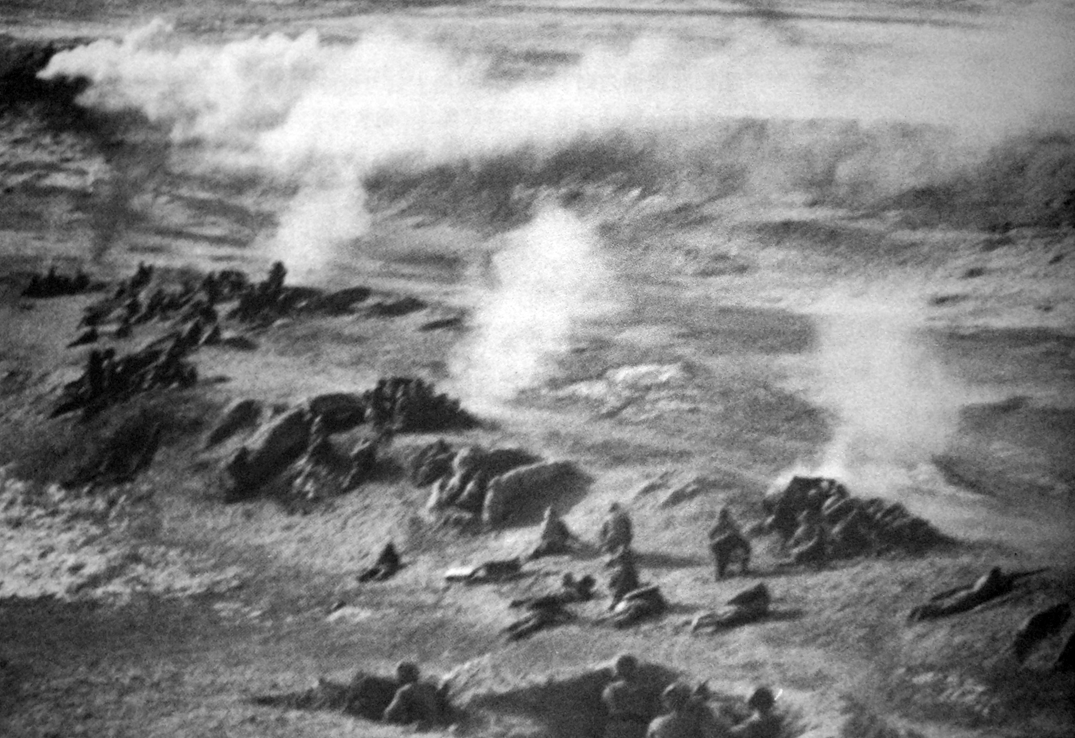
Войска НОАК обороняют Хэйшань

После падения Цзиньчжоу и Чанчуня ситуация в Маньчжурии стала для гоминьдановцев безнадёжной. Выполняя приказ Чан Кайши, Ляо Яосян покинул с войсками Шэньян и попытался пробиться к Цзиньчжоу, чтобы восстановить сухопутное сообщение с центральным Китаем, однако с 22 по 25 октября не смог прорваться через позиции НОАК в Хэйшане. После этого он повернул на Инкоу, чтобы эвакуировать войска из Маньчжурии морем, однако к тому времени к месту сражения уже подошли главные силы коммунистов. 26-27 октября коммунистами были в районе западнее реки Ляохэ окружены и уничтожены пять гоминьдановских армий.
Во время боёв под Хэйшанем коммунисты, решив, что гоминьдановцы не намерены идти на Инкоу, 22 октября повернули отдельную 2-ю дивизию, первоначально предназначавшуюся для занятия Инкоу, на Синьминь. В это время стоявшая под Ляояном и Аньшанем гоминьдановская 52-я армия двинулась на юг, и 24 октября вошла в Инкоу.

### Третий этап
27 октября, сразу после разгрома Ляо Яосяна, 7-я, 8-я, 9-я колонны и отдельная 2-я дивизия тут же двинулись на юг. 31 октября главные силы 9-й колонны подошли к Инкоу, но не смогли с ходу прорвать гоминьдановскую оборону. 1 ноября войска 9-й колонны ворвались в город, но 52-я армия, отбиваясь арьергардами, сумела погрузиться на корабли; артиллеристы 9-й колонны сумели потопить один из отходивших транспортов.
30 октября командующий гоминьдановскими войсками в Маньчжурии Вэй Лихуан покинул Шэньян на самолёте, передав командование командующему 8-й армейской группой Чжоу Фучэну. 31 октября войска 12-й колонны НОАК завязали бои на южных подступах к Шэньяну, пресекая возможность прорыва к морю. 1 ноября войска 1-й и 2-й колонн ворвались в Шэньян с северо-запада. 2 ноября Шэньян капитулировал. На следующий день НОАК взяла Цзиньси. Ляошэньское сражение завершилось, вся Маньчжурия перешла в руки коммунистов.

## Итоги и последствия
В ходе Ляошэньского сражения НРА потеряла 4 армейских группы, 11 армий и 33 дивизии. Общая численность потерь гоминьдана составила около 472 тысячи человек: около 57 000 убитыми и ранеными, свыше 300 000 пленными, до 109 000 перешедшими с оружием в руках на сторону НОАК. Потери в технике составили 4707 орудий и миномётов, 76 танков, 16 самолётов, 2100 автомобилей. Отступить смогли лишь 52-я, 54-я и Новая 5-я армии. 
Потери НОАК составили по разным данным, от 60 000 до 70 000 человек.
После этого сражение впервые за всё время гражданской войны численность коммунистических войск начала превосходить численность гоминьдановских войск.